# 髙松康生
髙松 康生（たかまつ やすお、1928年9月12日 - 2019年9月29日）は、日本の流体工学者。九州大学名誉教授。元有明工業高等専門学校校長。元久留米工業大学学長。

## 人物・経歴
福岡県福岡市出身。福岡県中学修猷館を経て、1958年九州大学大学院修了。1962年九州大学より工学博士の学位を取得。九州大学助手、九州大学講師、九州大学助教授を経て、1972年九州大学教授に昇格。1988年から九州大学工学部長を務め、ベビーブーム期の学生への対応を行うなどした。1992年有明工業高等専門学校校長。1998年久留米工業大学学長。2001年勲二等瑞宝章受章。2019年9月29日、福岡市城南区の病院で急性肺炎のため死去。同年正四位。指導学生に古川明徳九州大学名誉教授など。